# تشوي ديوك مون
تشوي ديوك مون (هانغل: Choi Deok-moon) (مواليد 1970) هو ممثل كوري جنوبي.

## وصلات خارجية
- تشوي ديوك مون على موقع IMDb (الإنجليزية)
- تشوي ديوك مون على موقع ألو سيني (الفرنسية)
- تشوي ديوك مون على موقع أول موفي (الإنجليزية)
- تشوي ديوك مون على موقع قاعدة بيانات الفيلم (الإنجليزية)
- تشوي ديوك مون على موقع كينوبويسك (الروسية)